# Mélusine (brasserie)
Pour les articles homonymes, voir Mélusine.
Mélusine est la marque et l'enseigne commerciale d'une brasserie française implantée depuis 2000 dans la commune de Chambretaud, en Vendée. 
Après avoir élargi sa gamme à douze bières en 2009, cette brasserie poursuit l'industrialisation de ces procédés de fabrication lui permettant de passer à un volume fabriqué de 3 500 hectolitres en 2011.

## Histoire
Inscrite au Registre du commerce et des sociétés le 17 juillet 2000,, la brasserie est véritablement lancée en 2001 sous la raison sociale de « Mélusine », du nom d’une fée légendaire poitevine, sous le régime d’une société anonyme (SA),. En 2004, l’entreprise dépose le bilan, et, un an plus tard, elle est reprise par Philippe Boiteau et Bernard Bethys, ; immatriculée le 4 mai 2005, elle devient « Mélusine », cette fois-ci en tant que société à responsabilité limitée (SARL). À partir de 2009, l’entreprise est dirigée par le fils de Philippe Boiteau, Laurent Boiteau, qui en assure la gérance à compter du 23 août 2010.
En 2010, la brasserie Mélusine rachète par fusion-absorption celle du Canardou, une microbrasserie périgourdine utilisant des produits agricoles issus de l'agriculture biologique,,.
Depuis sa fondation, le siège social de l’établissement se situe dans la zone artisanale intercommunale de la Barboire, localisée dans la commune de Chambretaud,,, dans le Haut Bocage vendéen.

## Volume de fabrication

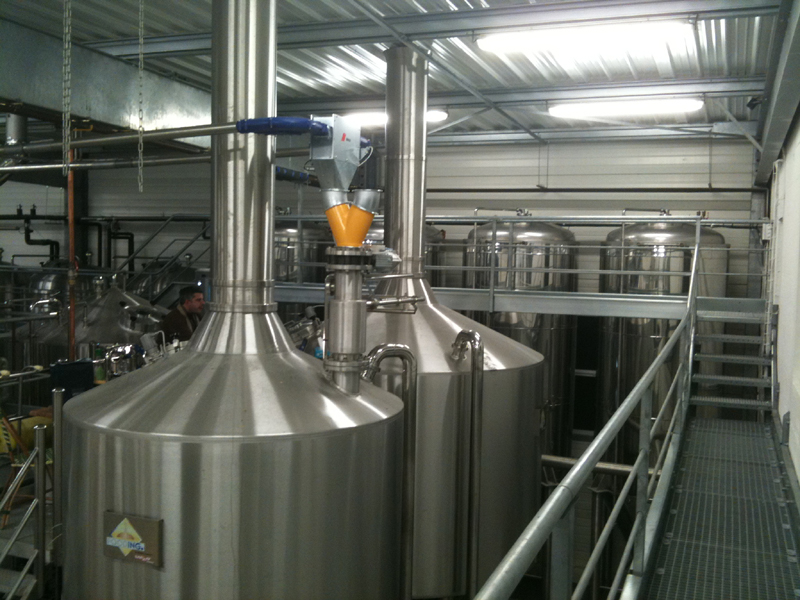
La station de brassage de Mélusine.

D’un volume de fabrication de 2 000 hectolitres en 2009, dynamisée par la fusion avec la brasserie du Canardou, elle l’accroît de 1 500 hectolitres supplémentaires en 2011. En outre, l’entreprise espère quintupler sa capacité à l’horizon 2020, alors qu’elle devrait fournir 6 000 hectolitres pour l’année 2015,. Avec un chiffre d’affaires de 2,16 million d’euros pour l’exercice 2015-2016, Mélusine est la plus grande brasserie de la région Pays-de-la-Loire. Elle est l'une des 15 brasseries, microbrasseries et fermes-brasseries de la Vendée.
Alors qu’elle emploie 6 salariés en 2008, la masse salariale de Mélusine monte à 10 employés en 2010, avant de redescendre à 6 en 2012, et d’atteindre en 2015 le nombre de 8 personnes en activité.

## Orientation commerciale
La communication commerciale de cette entreprise industrielle présente son activité sous un aspect de fabrication artisanale et utilisatrice de produits agricoles biologiques, privilégiant les partenariats à l’échelon régional, notamment avec des entreprises de la Loire-Atlantique et de la Vendée,.
Également, elle est sous-traitante car fabrique des bières sous licence, comme les bières Marshall ou Hellfest, fabriquées dans le cadre du festival Hellfest,, se déroulant chaque été à Clisson, à 30 kilomètres à vol d’oiseau du siège de la brasserie.
Dans le cadre du partenariat avec le Hellfest, l'ouverture d'un nouveau bar-brasserie est prévue pour 2024, après réhabilitation de l'ancienne discothèque le Looksor, intégrée au site du festival,.

## Produits
La brasserie Mélusine propose plusieurs types de bières classiques :
- la Barbe bleue, bière brune à 7°, à base de malt black, d’anis vert et d’alchémille ;
- la Blanche Écume, bière blanche à 4,2°, à base de coriandre et d’orange amère ;
- la Cervoise, bière rousse à 6,5°, à base de myrte et de miel du Bocage vendéen[23] ;
- la Déchênée, bière blonde à 8,5°, vieillie en fût de chêne ;
- la Hellfest, bière IPA à 6,66°[24] ;
- la Mandragore, bière blonde à 4,8°, houblonnée avec de l’angélique ;
- la Mélusine, bière blonde à 6,5°, à base de miel et d’angélique[25] ;
- la Puy-d’Enfer, bière blonde à 8,5°, triple houblonnée avec de l’angélique.

En outre, l’entreprise, par son achat de produits agricoles issus de l'agriculture biologique, s’est dotée d’une gamme de bières bio :
- l’À l’Aven, bière chanvrée à 5° ;
- la Bière de Noël, à 5,6°, aromatisée à la bruyère, houblonnée, avec une sélection de malts spéciaux ;
- la Dame blanche, bière blanche à 4° ;
- la Félibrée, bière blonde à 5° ;
- la Korlène, bière ambrée à 5,6° ;
- la Love & Flowers, bière blanche à 4,2°, aromatisée aux pétales de fleurs ;
- la Nonnette, bière brune à 5,6°, malts d’orge et de d’épeautre, flocons de sarrasin.

## Récompenses
À l’occasion du Salon international de l'agriculture à Paris, plusieurs bières de cette société de l'industrie agroalimentaire ont été primées : la Barbe bleue est récompensée en 2007 ; la Mélusine a obtenu en 2011 la médaille d’argent et la Puy d’Enfer la médaille de bronze ; la Blanche Écume décroche la médaille de bronze, en 2012 ; enfin, la Love & Flowers reçoit la médaille d’or en 2013,,. 
De même, en 2015, la Love & Flowers, classée 59e dans les 101 bières de Gilbert Delos, remporte plusieurs récompenses :
- la médaille de bronze dans la catégorie des bières blanches au Salon du brasseur à Saint-Nicolas-de-Port, organisé par le Musée français de la brasserie[34] ;
- la médaille de bronze des World Beer Awards (WBA)[35],[36].